# Rakovec nad Ondavou
Rakovec nad Ondavou (in ungherese Rákóc) è un comune della Slovacchia facente parte del distretto di Michalovce, nella regione di Košice.